# Система опорожнения баков
Система опорожнения баков (СОБ) — часть системы автоматического управления жидкостным реактивным двигателем. СОБ предназначена для обеспечения одновременной выработки горючего и окислителя из баков ракеты и уменьшения неиспользуемых запасов топлива. На ступенях ракет, построенных по схеме с продольным разделением, в задачи СОБ входит также равномерная выработка топлива на одновременно работающих блоках, в таком случае её называют системой опорожнения баков и синхронизации — СОБИС.

## Назначение СОБ
Жидкостный реактивный двигатель рассчитывается на расход компонентов топлива (горючего и окислителя) в определенном соотношении, поддерживаемом с точностью 2—4 %. В реальности под действием различных возмущений это соотношение может меняться в ещё больших пределах. При избытке или недостатке одного из компонентов система управления двигателем может увеличить подачу другого для поддержания заданной тяги. В результате один из компонентов топлива может закончится раньше, что приведет к преждевременной остановке или даже разрушению двигателя. Для предотвращения преждевременной выработки компонентов топлива в баки ракеты заливаются дополнительные («гарантийные») объемы горючего и окислителя. Но после окончания работы двигателя невыработанные гарантийные запасы фактически уменьшают массу полезного груза ракеты. Для уменьшения необходимых гарантийных запасов применяются автоматические системы управления соотношением компонентов топлива, подаваемого в ЖРД. Эту задачу выполняет система опорожнения баков. В ступенях ракет-носителей, построенных по пакетной схеме, требуется не только поддержание оптимального расхода компонентов в каждом из блоков, но и синхронное опорожнение баков на всех блоках, что требует управления расходом топлива во всех блоках единой системой, называемой СОБИС (система опорожнения баков и синхронизации).

## Принцип действия и типы СОБ
Системы опорожнения баков делятся на два основных типа — уровнемерные и расходомерные, называемые также системами регулирования соотношения компонентов (РСК). На различных ступенях многоступенчатых ракет-носителей могут использоваться различные типы СОБ. Работа СОБ теоретически позволяет полностью избавиться от необходимости иметь гарантийный запас компонентов топлива в баках ракеты, однако из-за неизбежных случайных разбросов в работе системы необходимость сохранения небольших запасов остается. В логике работы СОБ требуется учитывать наличие избытков, чтобы на начальном этапе полёта не происходил ускоренный расход компонентов топлива.

### Уровнемерные СОБ
Уровнемерная система использует датчики уровня, расположенные в баках горючего и окислителя. По этим датчикам определяется время прохождения заданных значений уровней компонентов топлива. По данным измерений определяется, какой из компонентов расходуется с опережением и подается сигнал на управление дроссельными заслонками, регулирующими поступление компонентов в двигатель. В нескольких последовательных измерениях рассогласование скорости поступления компонентов постепенно уменьшается и к моменту их израсходования становится равным нулю.

#### СОБИС
Системы синхронного опорожнения баков определяют рассогласование расхода одноименного компонента (горючего или окислителя) на различных блоках ракетной ступени и изменяют режим работы двигателей отдельных блоков так, чтобы к моменту их выключения рассогласование уровней этого компонента на разных блоках было минимальным. Таким образом, при совместной работе СОБ на каждом блоке и общей системы СОБИС обеспечивается одновременный слив окислителя и горючего из баков всех блоков.

### Расходомерные СОБ
Датчики расходомерной СОБ непрерывно производят измерение расхода из баков каждого из компонентов. Система вычисляет фактическое соотношение расходов и их отклонение от заданного. По результатам измерений регулируется расход одного из компонентов (обычно горючего) с помощью дросселя. Современные расходомерные системы прогнозируют момент полной выработки компонентов топлива и регулируют их соотношение таким образом, чтобы максимально полно использовать располагаемые запасы к моменту выключения двигателя.